# Disphragis lama
Disphragis lama är en fjärilsart som beskrevs av William Schaus 1906. Disphragis lama ingår i släktet Disphragis och familjen tandspinnare. Inga underarter finns listade i Catalogue of Life.